# Liste der Kulturdenkmale in Neukirchen (Ostholstein)
In der Liste der Kulturdenkmale in Neukirchen sind alle Kulturdenkmale der schleswig-holsteinischen Gemeinde Neukirchen (Kreis Ostholstein) und ihrer Ortsteile aufgelistet (Stand: 10. März 2025).

## Legende
In den Spalten befinden sich folgende Informationen:
- Objekt-ID: die Nummer des Kulturdenkmales
- Lage: die Adresse des Kulturdenkmales und die geographischen Koordinaten. Kartenansicht, um Koordinaten zu setzen. In der Kartenansicht sind Kulturdenkmale ohne Koordinaten mit einem roten Marker dargestellt und können in der Karte gesetzt werden. Kulturdenkmale ohne Bild sind mit einem blauen Marker gekennzeichnet, Kulturdenkmale mit Bild mit einem grünen Marker.
- Offizielle Bezeichnung: Bezeichnung des Kulturdenkmales
- Beschreibung: die Beschreibung des Kulturdenkmales
- Bild: ein Bild des Kulturdenkmales

## Sachgesamtheiten
| Objekt-ID      | Lage                                                         | Offizielle Bezeichnung | Beschreibung | Bild                             |
| -------------- | ------------------------------------------------------------ | ---------------------- | --- | -------------------------------- |
| 40769 Wikidata | An der Kirche 5, An der Kirche (54° 19′ 26″ N, 11° 0′ 54″ O) | Kirche St. Antonius    | Aktualisierung vorgesehen - Begründung: geschichtlich, künstlerisch, städtebaulich, Kulturlandschaft prägend - Schutzumfang: Kirche St. Antonius mit Ausstattung, Kirchhof, Grabmale bis 1870, Lindenkranz, Granitböschungsmauer, zwei Zugangstreppen mit Eisenpforten (An der Kirche); Alte Schule, Pastoratsstall (An der Kirche 5) | weitere Fotos \| Fotos hochladen |
| 38494 Wikidata | Schulstraße 3, 5–7 (54° 19′ 31″ N, 11° 0′ 45″ O)             | Schule Neukirchen      | Neue Schule Neukirchen; 1935; Schulgebäude mit benachbartem Lehrerwohnhaus und kleinem Nebengebäude mit Garage, eingeschossige Backsteinbauten in schlichten Formen mit Natursteinsockeln und Walmdächern, charakteristische ländliche Baugruppe im Stil der Heimatschutzarchitektur, straßenseitige Einfriedung - Begründung: geschichtlich, künstlerisch, städtebaulich - Schutzumfang: Neue Schule (Schulstraße 3), Lehrerwohnhaus mit Nebengebäude und Einfriedung (Schulstraße 5-7) | BW                               |

## Mehrheit von baulichen Anlagen
| Objekt-ID | Lage                                               | Offizielle Bezeichnung         | Beschreibung | Bild |
| --------- | -------------------------------------------------- | ------------------------------ | --- | ---- |
| 38493     | Dorfstraße 7, 18, 22 (54° 19′ 21″ N, 11° 0′ 54″ O) | Baugruppe Dorfstraße 7, 18, 22 | Baugruppe Dorfstraße 7, 18, 22; um 1906; Gruppe ein- bis zweigeschossiger Backsteingebäude mit Fassaden des späten Historismus, pfannengedeckte Sattel- und Schopfwalmdächer - Begründung: geschichtlich, städtebaulich - Schutzumfang: Wohnhäuser (Dorfstraße 7, 18), Wohn- und Geschäftshaus (Dorfstraße 22) | BW   |

## Bauliche Anlagen
| Objekt-ID      | Lage                                          | Offizielle Bezeichnung                     | Beschreibung | Bild                                    |
| -------------- | --------------------------------------------- | ------------------------------------------ | --- | --------------------------------------- |
| 4107 Wikidata  | An der Kirche (54° 19′ 27″ N, 11° 0′ 52″ O)   | Kirche St. Antonius mit Ausstattung        | Alteintragung (Aktualisierung vorgesehen) - Begründung: geschichtlich, künstlerisch, städtebaulich - Schutzumfang: gesamtes Objekt - Denkmaltyp: Bauliche Anlage, Sachgesamtheit: Kirche St. Antonius | weitere Fotos \| Fotos hochladen        |
| 4106 Wikidata  | An der Kirche 5 (54° 19′ 26″ N, 11° 0′ 55″ O) | Alte Schule                                | Alteintragung (Aktualisierung vorgesehen) - Begründung: geschichtlich, städtebaulich - Schutzumfang: Alteintragung (Aktualisierung vorgesehen) - Denkmaltyp: Bauliche Anlage, Sachgesamtheit: Kirche St. Antonius | BW                                      |
| 29974          | Dorfstraße 7 (54° 19′ 21″ N, 11° 0′ 55″ O)    | Wohnhaus                                   | Wohnhaus; 1906; eingeschossiger traufständiger Backsteinbau mit zweigeschossigem Mittelrisalit mit eigenem Satteldach, prächtige Schaufassade, pfannengedecktes Halbwalmdach - Begründung: geschichtlich, städtebaulich - Schutzumfang: gesamtes Objekt - Denkmaltyp: Bauliche Anlage, Mehrheit von baulichen Anlagen: Baugruppe Dorfstraße 7, 18, 22                                                          | BW                                      |
| 12321 Wikidata | Godderstorf (54° 19′ 10″ N, 11° 2′ 40″ O)     | Gut Godderstorf: Herrenhaus                | Alteintragung (Aktualisierung vorgesehen) - Begründung: Alteintragung (Aktualisierung vorgesehen) - Schutzumfang: Alteintragung (Aktualisierung vorgesehen) - Denkmaltyp: Bauliche Anlage | BW                                      |
| 12320 Wikidata | Godderstorf (54° 19′ 10″ N, 11° 2′ 38″ O)     | Gut Godderstorf: Torhaus                   | Alteintragung (Aktualisierung vorgesehen) - Begründung: Alteintragung (Aktualisierung vorgesehen) - Schutzumfang: Alteintragung (Aktualisierung vorgesehen) - Denkmaltyp: Bauliche Anlage | BW                                      |
| 22086 Wikidata | Godderstorf (54° 19′ 9″ N, 11° 2′ 38″ O)      | Gut Godderstorf: Torhaus-Nebengebäude 1    | Alteintragung (Aktualisierung vorgesehen) - Begründung: Alteintragung (Aktualisierung vorgesehen) - Schutzumfang: Alteintragung (Aktualisierung vorgesehen) - Denkmaltyp: Bauliche Anlage | BW                                      |
| 22087 Wikidata | Godderstorf (54° 19′ 8″ N, 11° 2′ 38″ O)      | Gut Godderstorf: Torhaus-Nebengebäude 2    | Alteintragung (Aktualisierung vorgesehen) - Begründung: Alteintragung (Aktualisierung vorgesehen) - Schutzumfang: Alteintragung (Aktualisierung vorgesehen) - Denkmaltyp: Bauliche Anlage | BW                                      |
| 12714 Wikidata | Godderstorf (54° 19′ 8″ N, 11° 2′ 40″ O)      | Gut Godderstorf: Scheune                   | Alteintragung (Aktualisierung vorgesehen) - Begründung: Alteintragung (Aktualisierung vorgesehen) - Schutzumfang: Alteintragung (Aktualisierung vorgesehen) - Denkmaltyp: Bauliche Anlage | BW                                      |
| 12318 Wikidata | Godderstorf (54° 19′ 10″ N, 11° 2′ 41″ O)     | Gut Godderstorf: Viehhaus                  | Alteintragung (Aktualisierung vorgesehen) - Begründung: Alteintragung (Aktualisierung vorgesehen) - Schutzumfang: Alteintragung (Aktualisierung vorgesehen) - Denkmaltyp: Bauliche Anlage | BW                                      |
| 12317 Wikidata | Godderstorf (54° 19′ 10″ N, 11° 2′ 44″ O)     | Gut Godderstorf: Pferdestall               | Alteintragung (Aktualisierung vorgesehen) - Begründung: Alteintragung (Aktualisierung vorgesehen) - Schutzumfang: Alteintragung (Aktualisierung vorgesehen) - Denkmaltyp: Bauliche Anlage | Fotos hochladen                         |
| 12316 Wikidata | Godderstorf 8 (54° 19′ 10″ N, 11° 2′ 36″ O)   | Gut Godderstorf: Gärtnerkate               | Alteintragung (Aktualisierung vorgesehen) - Begründung: Alteintragung (Aktualisierung vorgesehen) - Schutzumfang: Alteintragung (Aktualisierung vorgesehen) - Denkmaltyp: Bauliche Anlage | Fotos hochladen                         |
| 3300 Wikidata  | Klingstein (54° 19′ 55″ N, 11° 0′ 31″ O)      | Brücke über den Meeschendorfer Weidegraben | Alteintragung (Aktualisierung vorgesehen) - Begründung: geschichtlich, technisch, Kulturlandschaft prägend - Schutzumfang: gesamtes Äußeres - Denkmaltyp: Bauliche Anlage | BW                                      |
| 956 Wikidata   | Löhrstorf (54° 19′ 53″ N, 11° 1′ 47″ O)       | Gut Löhrstorf: Herrenhaus                  | Das Gut wurde das erste Mal im 14. Jahrhundert erwähnt. Alteintragung (Aktualisierung vorgesehen) - Begründung: Alteintragung (Aktualisierung vorgesehen) - Schutzumfang: Alteintragung (Aktualisierung vorgesehen) - Denkmaltyp: Bauliche Anlage | BW                                      |
| 960 Wikidata   | Löhrstorf (54° 19′ 54″ N, 11° 1′ 41″ O)       | Gut Löhrstorf: Gärtnerhaus                 | Alteintragung (Aktualisierung vorgesehen) - Begründung: Alteintragung (Aktualisierung vorgesehen) - Schutzumfang: Alteintragung (Aktualisierung vorgesehen) - Denkmaltyp: Bauliche Anlage | BW                                      |
| 958 Wikidata   | Löhrstorf (54° 19′ 53″ N, 11° 1′ 47″ O)       | Gut Löhrstorf: Nebengebäude                | Alteintragung (Aktualisierung vorgesehen) - Begründung: Alteintragung (Aktualisierung vorgesehen) - Schutzumfang: Alteintragung (Aktualisierung vorgesehen) - Denkmaltyp: Bauliche Anlage | BW                                      |
| 957 Wikidata   | Löhrstorf (54° 19′ 54″ N, 11° 1′ 44″ O)       | Gut Löhrstorf: Pferdestall                 | Der Pferdestall wird auch Amtsgefängnis genannt. Erbaut wurde das Gebäude im Jahre 1720. Alteintragung (Aktualisierung vorgesehen) - Begründung: Alteintragung (Aktualisierung vorgesehen) - Schutzumfang: Alteintragung (Aktualisierung vorgesehen) - Denkmaltyp: Bauliche Anlage | BW                                      |
| 961 Wikidata   | Löhrstorf (54° 19′ 46″ N, 11° 1′ 52″ O)       | Gut Löhrstorf: Schafhof                    | Alteintragung (Aktualisierung vorgesehen) - Begründung: Alteintragung (Aktualisierung vorgesehen) - Schutzumfang: Alteintragung (Aktualisierung vorgesehen) - Denkmaltyp: Bauliche Anlage | BW                                      |
| 959 Wikidata   | Löhrstorf (54° 19′ 54″ N, 11° 1′ 48″ O)       | Gut Löhrstorf: Schmiede                    | Alteintragung (Aktualisierung vorgesehen) - Begründung: Alteintragung (Aktualisierung vorgesehen) - Schutzumfang: Alteintragung (Aktualisierung vorgesehen) - Denkmaltyp: Bauliche Anlage | BW                                      |
| 962 Wikidata   | Löhrstorf (54° 19′ 55″ N, 11° 1′ 47″ O)       | Gut Löhrstorf: Grabenanlage                | Der Wassergraben umschließt das Gut in rechteckiger Form. Alteintragung (Aktualisierung vorgesehen) - Begründung: Alteintragung (Aktualisierung vorgesehen) - Schutzumfang: Alteintragung (Aktualisierung vorgesehen) - Denkmaltyp: Bauliche Anlage | BW                                      |
| 28481 Wikidata | Löhrstorf ()                                  | Gut Löhrstorf: Schmiedeschauer             | Alteintragung (Aktualisierung vorgesehen) - Begründung: Alteintragung (Aktualisierung vorgesehen) - Schutzumfang: Alteintragung (Aktualisierung vorgesehen) - Denkmaltyp: Bauliche Anlage | Direkt Bild zu diesem Denkmal hochladen |
| 6291 Wikidata  | Löhrstorf (54° 19′ 57″ N, 11° 2′ 30″ O)       | Brücke über die Dazendorf-Goddersdorfer Au | Alteintragung (Aktualisierung vorgesehen) - Begründung: geschichtlich, wissenschaftlich, technisch - Schutzumfang: gesamtes Objekt - Denkmaltyp: Bauliche Anlage | BW                                      |
| 29973 Wikidata | Schulstraße 3 (54° 19′ 31″ N, 11° 0′ 44″ O)   | Neue Schule                                | Landschulhaus; 1935; eingeschossiger Backsteinbau im schlichten Heimatschutzstil, Natursteinsockel, symmetrische Fassadengestaltung, Halbwalmdach mit zwei Zwerchhäusern, rückwärtig Treppenhausrisalit, nach Nordosten durch Seitenflügel erweitert - Begründung: geschichtlich, künstlerisch, städtebaulich - Schutzumfang: gesamtes Objekt - Denkmaltyp: Bauliche Anlage, Sachgesamtheit: Schule Neukirchen | BW                                      |

## Gründenkmale
| Objekt-ID      | Lage                                        | Offizielle Bezeichnung    | Beschreibung | Bild |
| -------------- | ------------------------------------------- | ------------------------- | --- | ---- |
| 12326 Wikidata | An der Kirche (54° 19′ 26″ N, 11° 0′ 53″ O) | Kirchhof                  | Alteintragung (Aktualisierung vorgesehen) - Begründung: geschichtlich, Kulturlandschaft prägend - Schutzumfang: Kirchhof, Grabmale bis 1870, Lindenkranz, Granitböschungsmauer, zwei Zugangstreppen mit Eisenpforten - Denkmaltyp: Gründenkmal, Sachgesamtheit: Kirche St. Antonius | BW   |
| 963 Wikidata   | Löhrstorf (54° 19′ 52″ N, 11° 1′ 39″ O)     | Gut Löhrstorf: Parkanlage | Alteintragung (Aktualisierung vorgesehen) - Begründung: geschichtlich, Kulturlandschaft prägend - Schutzumfang: gesamtes Objekt - Denkmaltyp: Gründenkmal | BW   |

## Quelle
- Liste der Kulturdenkmale in Schleswig-Holstein – Kreis Ostholstein (PDF)

- Karte mit allen Koordinaten:
- OSM |
- WikiMap